# Blizzard (personaggio)
Blizzard è il nome di diversi personaggi dei fumetti pubblicati dalla Marvel Comics. Tutte le versioni hanno in comune l'essere un supercriminale nemico di Iron Man.

## Storia editoriale
Creato da Stan Lee e Don Heck, Gregor Shapanka ha esordito su Tales of Suspense numero 45 il 10 settembre 1963 col nome di "Jack Frost", divenendo successivamente noto come "Blizzard" solo a partire dalla sua seconda apparizione in Iron Man numero 86, datato maggio 1976. Il personaggio trova successivamente la morte il novembre 1986 su The Amazing Spider-Man Annual numero 20.
Il secondo Blizzard, Donnie Gill, viene creato da David Michelinie e Bob Layton, ed esordisce in Iron Man numero 223 (ottobre 1987). Una terza versione del personaggio, Randy Macklin, è stata invece presentata nel Marvel Holiday Special del gennaio 1994 ad opera di Steven Grant e Pat Broderick.

## Biografia dei personaggi

### Gregor Shapanka
Originario di Szombathely, Ungheria, Gregor Shapanka è un professore di crionica ossessionato dall'immortalità. Assunto come ricercatore alle Stark Industries, nel momento in cui tenta di rubare del materiale tecnologico per autofinanziarsi, Shapanka viene licenziato e, di conseguenza, si costruisce un costume dotato di poteri criocinetici ed assale l'ex-posto di lavoro venendo però sconfitto da Iron Man, incarcerato ed apostrofato "Jack Frost" dai giornali.
Diversi anni dopo l'uomo evade di prigione e, adottando l'alias di Blizzard, tenta nuovamente di derubare Stark venendo sconfitto per la seconda volta da Iron Man. In seguito riesce a ricostruire la sua tuta all'interno della propria cella ma, una volta indossatala, viene colpito da una scarica ad alto voltaggio di Electro, a sua volta intento nella fuga, rimanendo con la tuta permanentemente fusa alla sua pelle. In seguito i due supercriminali si alleano ed assalgono il Daily Bugle venendo sconfitti dall'Uomo Ragno e da Devil. Poco tempo dopo viene assunto da Justin Hammer in un esercito di supercriminali il cui scopo è uccidere Iron Man, ma viene sconfitto con facilità. Riassunta brevemente l'identità di Jack Frost, Shapanka ha un infortuito scontro con Hulk e, in seguito, confonde una versione malvagia di Iron Man proveniente dal futuro per quello contemporaneo e lo attacca venendo assassinato.

### Donnie Gill
Donald "Donnie" Gill è un criminale assoldato da Justin Hammer come nuovo Blizzard dopo l'eliminazione di Shapanka; incaricato dal miliardario (assieme allo Scarabeo e Blacklash) di assassinare the Force colpevole di aver tradito la sua organizzazione, preso da un eccesso di entusiasmo nei confronti dei suoi poteri, Gill provoca il fallimento della missione venendo abbandonato dai compagni e catturato ma, prima che possa finire in prigione, Rhino lo soccorre per ordine di Hammer, evento a seguito del quale la lealtà di Blizzard nei confronti del miliardario diviene assoluta; tuttavia, poco dopo, il magnate lo tradisce consegnandolo a Iron Man come premio per aver sconfitto il Fantasma.
Dopo aver affrontato più volte i Vendicatori e i New Warriors, collaborando con l'AIM, i Signori del male, il Costrittore, Crossfire, Tarantula e Batroc il Saltatore, Blizzard si unisce ai Thunderbolts di Scarabeo, ma i suoi risultati sono catastrofici anche nelle vesti di supereroe, motivo per cui viene espulso sebbene, in seguito, torni ad assistere il gruppo nella battaglia contro il Gran Maestro venendo quasi ucciso e redimendosi così dai suoi crimini passati.
Tempo dopo, nel corso di una rapina, Gill viene accidentalmente esposto alle Nebbie Terrigene rivelandosi, a sua stessa insaputa, un inumano e sviluppando la capacità di alimentare o sovraccaricare i sistemi elettrici. Vedendo tale cambiamento come la possibilità di fare qualcosa di buono, Blizzard decide di lasciarsi completamente alle spalle la carriera criminale e si lascia prendere in custodia dallo S.H.I.E.L.D..
Blizzard riemerse poi sotto l'impiego della Gilda degli Assassini, che aveva preso di mira Elektra dopo aver aiutato l'assassino in pensione Cape Crow a sfuggirli. Blizzard tentò di abbattere l'Elektra nell'Artico, ma fallì.
Dopo aver sentito che Tony Stark era in Cina, Blizzard si recò alla Grande Muraglia e la coprì di ghiaccio come dimostrazione di forza per attirare Iron Man e combatterlo per vendicarsi di averlo lasciato allo S.H.I.E.L.D. durante il loro precedente incontro. Fu invece affrontato e sconfitto da Starbrand e Nightmask dopo che il primo aveva notato l'attacco di Blizzard.  Venendo posseduto dall'Entropia dell'Entità Astratta, Blizzard si unì agli sforzi di Nitro e Graviton, che erano controllati rispettivamente da Esplosione e Gravitazione, per uccidere Starbrand. Tutti e tre i criminali sono stati avvolti nell'ambra da Starbrand quando la loro lotta li ha portati al Polo Nord.  Quando lo S.H.I.E.L.D. si stava preparando a trasportare i criminali, i loro padroni li liberarono e amplificarono i loro poteri. Nel loro successivo confronto con Starbrand, Blizzard gli ha inferto un colpo fatale.  Mentre Starbrand si curava, Nightmask riuscì a fermare l'intervento delle Entità Astratte, recidendo i loro legami con le loro pedine e riportando i criminali ai loro normali livelli di potere. Nonostante la loro mancanza di memoria delle loro recenti attività, Blizzard e gli altri due criminali attaccarono Starbrand. Starbrand riuscì a sconfiggerli, e li neutralizzò con collari sedativi recuperati dall'equipaggiamento dello S.H.I.E.L.D. sulla scena.
Donnie fu successivamente incarcerato a Pleasant Hill, una prigione clandestina dello S.H.I.E.L.D. che usava la distorsione della realtà per sottomettere i suoi detenuti, trasformandoli in cittadini modello di una società di piccole città contenuta. Quando il Barone Zemo orchestrò un'evasione dall'interno, tutti i prigionieri riacquistarono la loro vera identità.  Blizzard fu uno dei criminali che imperversarono in tutta la città, e prese parte alla battaglia finale tra le forze del Barone Zemo e i Vendicatori.  All'indomani di Pleasant Hill, Blizzard partecipò alla riunione di reclutamento di The Hood per coloro che cercavano vendetta per essa, anche se la riunione fu interrotta quando Titania si oppose all'intenzione di The Hood di uccidere le famiglie delle persone coinvolte con Pleasant Hill, e in risposta teletrasportò ogni partecipante dal suo nascondiglio per le strade di New York, lasciandoli a gironzolare prima dell'arrivo della polizia.
Quando il cyborg iper-intelligente Korvac decise di diventare Dio usando la raccolta dei fulmini, chiese l'aiuto di Blizzard grazie alla sua conoscenza delle correnti.  La presenza di Gill serviva a uno scopo secondario, dal momento che Korvac aveva manipolato Tony Stark per dargli dei finanziamenti. Korvac si assicurò che Blizzard e gli altri due discepoli, Unicorn e il Controllore, conoscessero Stark per combatterlo. Quando Korvac decise di sbarazzarsi di Stark, lo attirò in una trappola e lo affrontò insieme ai suoi discepoli. Korvac ha lasciato Iron Man e il suo nuovo partner nella lotta al crimine Hellcat per morti dopo averli fulminati lui stesso.  Iron Man e i suoi alleati portarono Korvac e i suoi accoliti su Taa II, l'astronave di Galactus, dove Korvac intendeva riassorbire il Potere Cosmico.  Una volta all'interno di Taa II, le due fazioni entrarono in conflitto e Blizzard fu sconfitto insieme al resto degli accoliti di Korvac.  Korvac riuscì ad attingere al Potere Cosmico, ma fu poi sconfitto da Iron Man.
Insieme a un certo numero di altri super criminali di second'ordine, Blizzard fu reclutato nella nuova Legione Letale anti-Ultron di Hank Pym.

### Randy Macklin
Randall "Randy" Macklin, è un ex-criminale rilasciato di prigione che, non riuscendo a trovare un lavoro, indossa la tuta criocinetica che custodiva per l'amico Donnie Gill e tenta una rapina unicamente per venire sconfitto da Iron Man il quale, toccato dalla sua storia, gli offre un posto nelle Stark Industries.

## Poteri e abilità
Tutti i Blizzard hanno poteri simili derivanti dal costume che indossano. La principale abilità della crio-tuta di Blizzard è, tramite un complesso sistema di microcircuiti, la capacità di emettere ghiaccio sotto forma di raggi o proiettili, di modo da abbassare la temperatura corporea di oggetti e persone; la tuta garantisce inoltre un'enorme resistenza alle basse temperature e, dopo i potenziamenti apportati dallo Scarabeo e da Fixer alla versione di Donnie Gill, la sua capacità di manipolare il freddo viene accresciuta a livelli tali da imprigionare oggetti e persone nella neve, influenzare il clima, erigere barricate di ghiaccio o perfino delle rampe su cui spostarsi.
Come conseguenza dell'esposizione alle Nebbie Terrigene, Gill è dotato del potere di manipolare i sistemi elettronici alimentandoli o sovraccaricandoli.

## Altre versioni

### House of M
Nella realtà alternativa di House of M, Blizzard (Donnie Gill) è un membro dei Signori del male di Hood.

### Power Pack
In Iron Man & Power Pack compare una versione alternativa di Donnie Gill accompagnata da Speed Demon.

## Altri media

### Televisione
- Donald Gill, interpretato da Dylan Minnette[22], è un personaggio ricorrente della serie televisiva Agents of S.H.I.E.L.D.. In tale versione, egli è un geniale cadetto dell'accademia dello S.H.I.E.L.D. che acquisisce poteri criocinetici in seguito a un incidente con un dispositivo di controllo climatico[23] venendo poi manipolato dall'HYDRA tramite lavaggio del cervello e apparentemente ucciso da Skye[24].

#### Animazione
- Gregor Shapanka / Jack Frost, compare in un episodio di The Marvel Super Heroes.
- Donald Gill compare in Iron Man.
- Donald Gill compare in Iron Man: Armored Adventures.

Blizzard in Avengers - I più potenti eroi della Terra.

- Donald Gill compare in Avengers - I più potenti eroi della Terra.
- Donald Gill compare in un episodio di Ultimate Spider-Man.
- Donald Gill compare in un episodio di Disk Wars: Avengers.
- Donald Gill compare in Gli Avengers del futuro - Future Avengers.
- Randy Macklin compare in un episodio di Spider-Man.

### Videogiochi
- Donald Gill compare in The Invincible Iron Man.
- Donald Gill compare in Marvel: Avengers Alliance.
- Donald Gill compare in Marvel Future Fight.